# 丹绒亚路图书馆
丹绒亚路图书馆是位于马来西亚沙巴大亚庇地区丹絨亞路的一座公共图书馆，启用于2019年4月1日。

## 历史
这座图书馆的建设取代了位于市中心的一座旧的沙巴州立图书馆分馆，后者因建筑结构不安全而于2011年被工程局列为危楼，并最终被拆除。该项目由拿笃自来水供应私营计划公司（Lahad Datu Water Supply Sdn Bhd）与沙巴发展银行共同资助，通过“企业社会责任计划”，他们分别捐款了2000万令吉。该馆馆舍于2017年落成，原定于2019年2月开放，但因出现技术问题而延期至4月。在正式开放之前邀请部分群体前来参观，并于2019年4月1日开放予公众使用。沙巴州教育及革新部部长拿督尤索夫雅谷主持了开幕。开放几周后，一楼的儿童阅览室因被儿童涂鸦，而被迫暂时关闭。之后馆方便放置海报以宣传使用守则，解决了问题。

## 馆舍
该馆馆舍位于丹絨亚路公园旁，建筑分六层，建筑面积达6.2万平方尺，占地3英亩。馆舍外部设计独特，像是卡达山民族英雄帽。其结构采用永續設計，其外部的沙巴民族社区图案被設計為可防止热量进入中庭。馆舍外的墙壁上绘制有本地艺术家创作的壁画。图书馆内设有创新中心、电信博物馆、创意分享区等，备有设有多用途礼堂和讲堂，并有充电站给群众提供充电服务。主要大厅位于底楼，儿童区位于一楼，青少年图书馆在二楼，成人借阅区坐落在三楼，成人咨询区位在四楼，多功能厅在五楼。每层楼都设有电脑以便于获取信息。